# Gerard Debaets
Gerard Adolphe Isidore Debaets (Heule, 17 april 1898 – North Haledon (Verenigde Staten), 27 april 1959) was een Belgisch wielrenner.

## Biografie
Debaets was beroepsrenner van 1924 tot 1940 en was actief als wegrenner en in zijn latere carrière als zesdaagsewielrenner, voornamelijk in de Verenigde Staten. Als wegrenner was hij vooral bekend als tweevoudig winnaar van de Ronde van Vlaanderen, in 1924 en 1927, nadat hij die wedstrijd al in 1923 had gewonnen bij de amateurs. Daarnaast werd hij ook Belgisch kampioen in 1925, en won hij Parijs-Brussel in 1925 en in 1926 dezelfde wedstrijd in omgekeerde richting.
In 1924 nam hij deel aan de Ronde van Frankrijk, maar zonder succes.
Debaets nam deel aan tal van zesdaagses in de Verenigde Staten. In totaal reed hij er 90, waarvan hij er 17 won. Van die 17 won hij er 9 samen met zijn Franse koppelgenoot Alfred Letourneur. Met die 17 overwinningen staat hij gedeeld 32e in de ranglijst aller tijden.
In 1936 won hij nog het open Amerikaans kampioenschap achter derny's.

## Belangrijkste wegoverwinningen
1923
- Ronde van Vlaanderen, Onafhankelijken

1924
- Ronde van Vlaanderen

1925
- Nationaal kampioenschap op de weg, profs
- Parijs-Brussel

1926
- Brussel-Parijs

1927
- Ronde van Vlaanderen

## Resultaten in voornaamste wedstrijden
| Jaar | Ronde van Italië | Ronde van Frankrijk | Ronde van Spanje |
| ---- | ---------------- | ------------------- | ---------------- |
| 1924 |                  | opgave              |                  |
| 1925 |                  |                     |                  |
| 1926 |                  |                     |                  |
| 1927 |                  |                     |                  |

| Jaar | Ronde van Vlaanderen | Parijs-Roubaix | Parijs-Brussel |
| ---- | -------------------- | -------------- | -------------- |
| 1924 | ↑                    | 7e             | Zilver         |
| 1925 | 19e                  | 7e             | Goud           |
| 1926 |                      | 15e            |                |
| 1927 | ↑                    |                |                |

## Overzicht zesdaagsenoverwinningen
| Nr. | Jaar   | Zesdaagse van | Samen met         |
| --- | ------ | ------------- | ----------------- |
| 1   | 1925-3 | New York      | Pierre Goossens   |
| 2   | 1927   | Detroit       | Anthony Beckmann  |
| 3   | 1928-2 | Chicago       | Anthony Beckmann  |
| 4   | 1928-1 | New York      | Franco Giorgetti  |
| 5   | 1929-2 | New York      | Franco Giorgetti  |
| 6   | 1929-3 | New York      | Franco Giorgetti  |
| 7   | 1930-1 | Chicago       | Anthony Beckmann  |
| 8   | 1930-1 | New York      | Gaetano Belloni   |
| 9   | 1933-1 | New York      | Alfred Letourneur |
| 10  | 1933-1 | Chicago       | Alfred Letourneur |
| 11  | 1933-1 | Montréal      | Alfred Letourneur |
| 12  | 1933-1 | Toronto       | Alfred Letourneur |
| 13  | 1934-2 | Detroit       | Alfred Letourneur |
| 14  | 1934-2 | Chicago       | Alfred Letourneur |
| 15  | 1934   | Philadelphia  | Alfred Letourneur |
| 16  | 1934-2 | New York      | Alfred Letourneur |
| 17  | 1934-2 | Buffalo       | Alfred Letourneur |

| Aantal | Samen met                             |
| ------ | ------------------------------------- |
| 9      | - Alfred Letourneur                   |
| 3      | - Anthony Beckmann - Franco Giorgetti |
| 2      | - Omer De Bruycker                    |
| 1      | - Gaetano Belloni - Pierre Goossens   |